# آن هدسون
آن هدسون (بالإنجليزية: Anne Hudson)‏ هي مؤرخة أدبية بريطانية، ولدت في 28 أغسطس 1938.